# Арконате
Аркона̀те (на италиански: Arconate, на западноломбардски: Arcomàa, Арконаа) е градче и община в Северна Италия, провинция Милано, регион Ломбардия. Разположено е на 180 m надморска височина. Населението на общината е 6588 души (към 2012 г.).